# Johansson (konstverk)

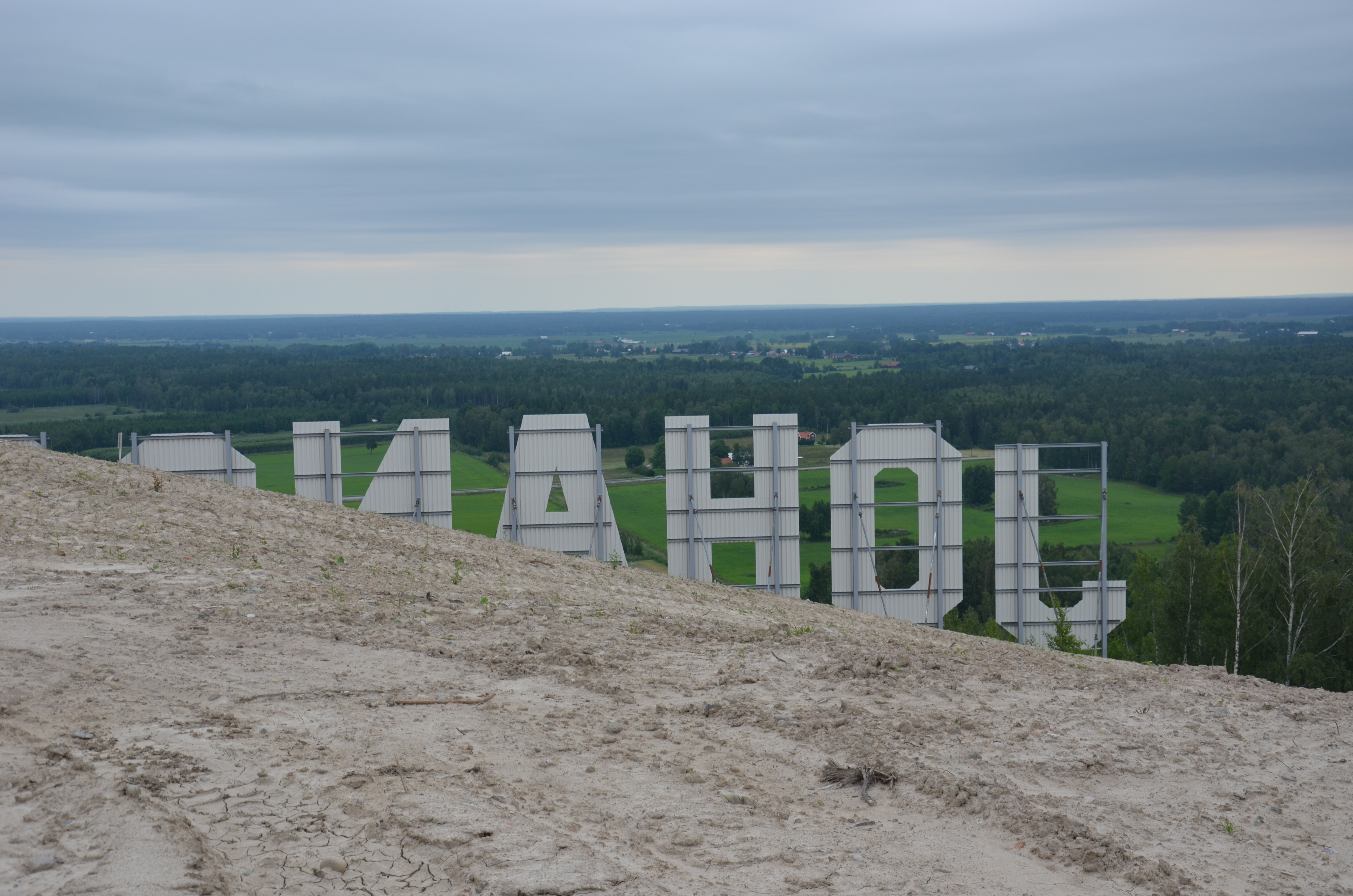
Utan titel, sedd uppe på Kvarntorpshögen bakifrån.

Johansson är ett konstverk från 2006 av Peter Johansson, placerat på Kvarntorpshögen i Kumla kommun, som en del i Konst på Hög. 
Skulpturen, vars officiella namn är Utan titel, är inspirerad av den klassiska Hollywoodskylten i Kalifornien i USA och bokstäverna har samma storlek, färg, sättning, teckensnitt och antal som förlagan. Varje bokstav, vilka tillsammans bildar "Johansson", är ungefär nio meter hög och väger över ett ton.